# Opole (region)
Opole (851.5*; ukr. Опілля) – wyżyna na zachodniej Ukrainie. Zachodnia część Wyżyny Podolskiej. 
Opole jest najbardziej rozczłonkowaną i najwyższą – 350–400 m n.p.m. – częścią Wyżyny Podolskiej. Leży między rzekami Wereszyca na zachodzie i Złota Lipa na wschodzie oraz między Gołogórami na północy a Dniestrem na południu. Naturalna formacja roślinna – lasy bukowe i dębowe, obecnie przeważają uprawy rolne. 
Geografia ukraińska dzieli Opole na następujące części: 
- Opole Rohatyńskie (Рогатинське Опілля)
- Opole Naddniestrzańskie (Придністерське Опілля)
- Opole Chodorowskie (Ходорівське Опілля)
- Opole Lwowskie (Львівське Опілля)
- Opole Bursztyńskie (Бурштинське Опілля)
- Opole Halickie (Галицьке Опілля)

Opole jest także krainą etnograficzną o kulturze podobnej do kultur Pokucia i Podola.